# Smyslová soustava
Smyslová soustava je orgánová soustava, která umožňuje organismům získávat vjemy jak z vnějšího, tak z vnitřního prostředí. Je tvořena smyslovými orgány. Vjemy jsou rozpoznávány senzorickou buňkou (viz smyslový neuron), která zpracovává podnět z vnějšího prostředí a předává ho periferní nervové soustavě, která informaci vede dále do centrální nervové soustavy, kde je vjem zpracován. Na vjemy může reagovat i endokrinní soustava. Forma vjemů se může lišit a být odlišná pro každý organismus. Zjednodušeně se dají rozdělit na vjemy z vnějšího (exoreceptory) a na vjemy z vnitřního prostředí (interoceptory).
Vjemy z vnějšího prostředí jsou například koncentrace určitých látek, přítomnost světla, nebo vlnění vzduchu. Mezi tyto smysly se kromě pěti základních smyslů, jimiž jsou zrak, hmat, čich, sluch a chuť, řadí i bolest a termické čití. Vjemy z vnitřního prostředí informují organismus o jeho stavu a řadíme mezi ně polohocit, bolest a složení vnitřního prostředí. 

## Smyslové receptory
V závislosti na typu energie rozlišujeme pět základních druhů receptorů.
1. Mechanoreceptory – reagují na fyzikální deformaci receptoru.
2. Receptory bolesti – zpravidla reagují na látky uvolněné z poškozené tkáně.
3. Termoreceptory – reagují na teplo nebo zimu. Pomáhají regulovat tělesnou teplotu.
4. Chemoreceptory – můžeme dělit na klasické receptory, které zaznamenávají celkovou koncentraci látek a na specifické receptory infromující organismus o konkrétních látkách,
5. Elektromagnetické receptory – reagují na elektromagnetickou energii. Nejčastější jsou fotoreceptory zaznamenávající viditelné světlo.

## Mechanoreceptory

### Sluch
Zaznamenává a srozumitelně přijímá zvuky vznikající ve vnějším prostředí pomocí sluchového orgánu, ucha. Zvuky mají významy informací: varování před nebezpečím, orientace v prostoru. Zvláštní charakter mají informace zprostředkované řečí a některé zvuky působí emotivně (hudba, zpěv). Ke zvukovému ústrojí vnitřního ucha je připojeno i ústrojí rovnovážné.

#### Sluch člověka
Sluchové ústrojí člověka se skládá ze třech hlavních částí. Vnější ucho, které je zodpovědné za zachycení zvuků z vnějšího prostředí a jejich koncentraci na bubínek (membrana tympani). Střední ucho obsahuje tři sluchové kůstky: kladívko (malleus), kovadlinku (incus) a třmínek (stapes), jejichž funkcí je přenášení chvění z bubínku na endolymfu v hlemýždi vnitřního ucha přes oválné okénko (foramen ovale). Vnitřní ucho je uloženo v kosti skalní (os petrosum) a obsahuje jak rovnovážné, tak sluchové ústrojí tvořené systémem nazývaným blanitý labyrint. Blanitý labyrint je kryt kostěným labyrintem a jsou od sebe odděleny perilymfou. Sluchový vzruch je převáděn na akční potenciál v blanitém hlemýždi pomocí Cortiho orgánu, kde začíná sluchová dráha vedoucí vzruch pomocí sluchorovnovážného nervu (nervus vestibulocochlearis) do sluchových jader (nuclei cochleares) odkud je vzruch veden přes dolní pahrbek (colliculus inferior) a přístřední kolínková jádra (nucleus corporis geniculati medialis) až do primární sluchové oblasti v koncovém mozku.

### Ústrojí rovnovážné
Rovnovážné ústrojí slouží k informování organismu o jeho poloze a pomáhá udržet a koordinovat pohyb. Jeho funkci můžeme rozdělit na statickou (zajišťující polohu těla) a kinetickou (zajišťující pohyb těla).

#### Rovnovážné ústrojí člověka
Hlavním orgánem rovnovážného ústrojí je vnitřní ucho. V něm se nachází blanitý labyrint (labyrinthus membranaceus), jehož část labyrinthus vestibularis je zodpovědná za rovnováhu. Zde se nachází míšek (utriculus), váček (sacculus) a přední, vnější a zadní polokruhové chodbičky (ductus semicirculares anterior, lateralis et posterior).

### Hmat
Hmat je fyzický vjem získávány souborem receptorů v kůži zprostředkovávajícím vjemy z okolí. Jedná se o vjemy o vnějším tlaku, bolesti, chladu, teplotě a vibracích. Pro jednotlivé vjemy jsou určeny speciální receptory. Hmatová tělíska v kůži a ve sliznicích vnímají: tlak – Merkelova buňka; chlad – Krauseovo tělísko; teplo – Ruffiniho tělísko a bolest – nociceptor. U člověka je nejvíce hmatových tělísek v konečcích prstů, na dlaních, krku a obličeji.
Hmat a kůže
Funkcí kůže člověka je ochrana těla, termoregulace, vylučovací a smyslová. Skládá se ze tří vrstev: pokožky, škáry a podkožního vaziva 

## Chemoreceptory

### Chuť

#### Chuť člověka
- Je tvořena chuťovými pohárky umístěnými na sliznici jazyka a v horní části hltanu
- Receptory jsou chuťové pohárky, které jsou opatřeny vlákny mozkových nervů
- Jsou drážděny látkami rozpuštěnými ve slinách
- Existuje pět základních chutí:
  - sladká (špička a střed jazyka)
  - slaná (kraje špičky jazyka)
  - kyselá (boky jazyka)
  - hořká (kořen jazyka)
  - umami (střed jazyka)

Jednotlivé části jazyka jsou citlivější na určité chutě ale každá část jazyka dokáže vnímat všechny chutě.

### Čich
Je smysl který nám pomáhá zaznamenávat pachy.
- receptory – čichové buňky: tyčinkovité buňky s vláskovitými výběžky, které se nacházejí na čichovém políčku v horní části nosní přepážky a stropu nosní dutiny.

#### Čich člověka
- výběžky čichových buněk komunikují s čichovým nervem, který procházejí otvory čichové kosti do lebky, tam vstupují do čichového centra mozku.

## Elektromagnetické receptory, fotoreceptory a zrak

### Zrak
Zrakovým orgánem je oční bulva, která je uložená v očnici. Skládá se ze tří vrstev- povrchová vrstva, střední vrstva a vnitřní vrstva.

Povrchová vrstva je tvořená bělmem, střední vrstva je tvořená cévnatkou, řasnatým tělesem, duhovkou, zornicí, čočkou a sklivcem, poslední vrstva je vnitřní a je tvořená sítnicí a slepou vrstvou.

#### Zrak člověka
Zrak u člověka zprostředkovává asi 80 % všech informací o okolí.[zdroj?]. Zrakový orgán se jmenuje oko.
Oko je tvořeno:
1. Povrchovým vazivem: bělima, rohovka
2. Cévnatka, řasnaté tělísko, duhovka
3. Sítnice, čočka (oko)